# Goya, el secreto de la sombra
Goya, el secreto de la sombra es una película estrenada en el año 2011, dirigida por David Mauas. El film cuenta con la participación de destacados expertos en la obra y vida de Goya, como Manuela Mena, Juliet Wilson, Valeriano Bozal, Jesusa Vega, Mercedes Águeda y otros.

## Sinopsis
R., un fotógrafo de obras de arte, compra un día un cuadro en una casa de subastas de Barcelona, un retrato anónimo del siglo XIX, que, según él y los singulares expertos que le asesoran, es nada menos que un goya, un goya en la sombra...
Esta historia es el punto de partida de un viaje personal hacia Goya, una aproximación sui géneris, un recorrido 'de autor' y contemporáneo por el mundo del arte y el universo de Goya, por su extraordinaria leyenda.
La película ha sido rodada en Barcelona, Gerona, Zaragoza, Muel, Fuendetodos y Madrid. En el Museo Nacional del Prado, Museo de Zaragoza, Basílica del Pilar, Palacio de Liria, Escuelas Pías, Calcografía Nacional, Real Academia de Bellas Artes de San Fernando, etc.